# London After Midnight (film)
London After Miidnight este un film de groază american din 1927 regizat de Tod Broening. Rolurile principale sunt interpretate de actorii Lon Chaney, Marceline Day și Herny B. Walthall.

## Distribuție
- Lon Chaney - Professor (on Inspector) / Edward C. Burke / The Hypnotist / The Man in the Beaver Hat
- Marceline Day - Lucllie Balfour
- Henry B. Walthall - Sir James Hamlin
- Percy Williams - Williams, Balfour's Bulter
- Conrad Nagel - Arthur Hibbs
- Polly Moran - Miss Smithson, the New Maid
- Edna Tichenor - Luna, Bat Girl
- Claude King - Roger Balfour / The Stranger
- Andy MacLennan - Bat Girl's Assistant

## Legături externe
- London After Midnight la Internet Movie Database
- Synopsis la Allmovie
- London After Midnight la TCM Movie Database
- Spanish-language poster for London After Midnight
- Synopsis of London After Midnight at lonchaney.org
- Rumor Spreading That Long-Lost London After Midnight Has Been Found at Bloody Disgusting